# Кемал Махмутефендић
Кемал Махмутефендић (Сарајево, 8. април 1942) босанскохерцеговачки је песник.

## Биографија
Кемал Махмутефендић је рођен 8. априла 1942. године у Сарајеву. Основну школу започео је у родном граду, а завршио у Коњицу, где је завршио и гимназију. Потом је уписао свестку књижевност и теорију књижевности на Филозофском факултету Универзитета у Београду. Радио је као наставник, новинар и библиотекар. Данас живи у Зеници.
Поред поезије пише и новеле, романе за децу, путописе, есеје, афоризме и басне. Једна од његових драма преведена је на немачки језик, а од пет његових романа за децу чак два представљају део школске лектире.

## Дела

### Поезија
- Путници (песме у прози, 1974)
- Из пјесама посвећених Корделији (1976)
- Из безданих уста (1980)
- Метак у Одеси (фантастична поема, 1981)
- Оток (1981)
- Расуло мириса (1984)
- Репетиториј (1986)
- Одабране пјесме (1992)
- — Сузе мога народа (1993)
- — Закључана шума (1994)
- Мој пут, светао и тужан (1995)
- Неретва (поема, 1998)
- Пјесме написане у дворцу Батајени (2001)
- Мртви (2002)
- Геније на сметљишту (2003)
- Путници (1974, 2004. и 2005)
- Остале пјесме и још понешто (2005)

### Проза
- Детињство под вртаљицом (1981)
- Ноћни влакови (1983)
- Роман о новчићу (1997)
- Салих под оргуљама (1999)
- Пали са облака (роман за децу, 2000)
- Испод спуштених капака (2001)
- Приче Густава Флобера (2003)
- Поглед са пећине (2005)